# Thảm sát Trung tâm phục hồi và Sức khoẻ Pinelake
Vụ thảm sát trung tâm y tế tại Carthage diễn ra vào Chủ Nhật, 29 tháng 3 năm 2009, khi một người đàn ông đã nổ súng tại Trung tâm phục hồi và Sức khoẻ Pinelake ở tiểu bang Bắc Carolina, Mỹ, khiến 8 người thiệt mạng, kể cả một y tá của trung tâm.

## Carthage
Carthage là một thành phố nhỏ với khoảng 1.800 dân tại vùng Sandhhills, Bắc Caronila - một khu vực được những người nghỉ hưu yêu thích và là nơi có nhiều sân gôn nổi tiếng. Cơ sở y tế Pinelake có 90 giường chuyên chăm sóc những người mắc bệnh Alzheimer.

## Diễn biến
Vụ nổ súng xảy ra vào lúc 10:00 sáng (giờ địa phương) tại Carthage. Hung thủ là Robert Stewart (sinh 1964) đã ập vào tấn công các phòng bệnh và bắn loạn xạ. Vụ nổ súng chỉ kết thúc khi sĩ quan cảnh sát Justin đọ súng với Stewart và làm hắn bị thương. Cả sĩ quan cảnh sát Justin và kẻ sát nhân đều bị thương nặng và được điều trị trong bệnh viện. Hậu quả là 6 người thiệt mạng và hai người khác sau đó tử vong tại bệnh viện. Stewart bị bắt giữ và sẽ bị buộc tội giết người. "Vào thời điểm này, nghi phạm Robert Stewart đang bị tống giam và đối mặt với 8 điểm buộc tộc giết người", theo Maureen Krueger, luật sư ở hạt Moore.
Bảy bệnh nhân, một y tá và một sĩ quan nằm trong số những người bị thương.

## Điều tra
Một hội đồng điều tra đã được mở vào lúc 5:00 chiều cùng ngày 29 tháng 3 (giờ địa phương), tuy nhiên chưa tìm ra động cơ của vụ thảm sát. Theo nhà chức trách, Stewart không phải là bệnh nhân và cũng không phải là nhân viên tại Pinelake. Theo cảnh sát, Stewart cũng không có mối liên hệ nào với các bệnh nhân tại cơ sở y tế này. Trong khi nhà chức trách từ chối bình luận về động cơ của Stewart, vợ cũ của Stewart nói gần đây hắn đã nói với người trong gia đình rằng hắn bị ung thư và đang chuẩn bị cho một chuyến đi xa.